# 高木洋一郎
高木 洋一郎（たかぎ よういちろう、2月1日 - ）は、日本の男性ボーカリスト・ソングライター。愛知県名古屋市生まれ。血液型A型。身長180cm。

## 人物
2005年BS日テレ『MIT-REVOLUTIONS』に出演。番組内サイトの着うたダウンロード2曲同時で3位獲得。
2006年同曲を含む「fine nine」を自主制作盤で発売。
2007年天窓レーベルのコンピレーション・アルバム「音種」で「東京タワー」でボーカリストとして参加。
2013年3月27日、7曲入りアルバム『7days』全国発売。同年末、JUJUに提供した「Distance」で第55回日本レコード大賞作詩賞受賞。

## 楽曲提供
- アラン・タム
  - 光影約誓（共作曲）

- 内博貴
  - Juicy（作曲）

- NMB48
  - 一番好きな花（共作曲）

- 華原朋美
  - Dear Friend（共作詞・作曲）

- クリスハート
  - 僕はここで生きていく（共作詞）
  - Dear me（作詞）

- ケラケラ
  - 別れ話（共作詞）

- JUJU
  - Distance（作詞・作曲）
  - 花がめぐるところへ（作曲）
  - つよがり（作詞・共作曲）
  - Dreamer（作詞・作曲）

- SE7EN
  - RAINBOW（作詞）
  - 君が好きだよ（作詞）

- TOKIO
  - それしかできない（作詞・作曲）

- 9nine
  - 119（作詞）

- YUKI
  - 穴（作曲）